# Товмасян, Ваче
Вачага́н (Ваче́) Каре́нович Товмася́н (арм. Վաչագան «Վաչե» Կարենի Թովմասյան; род. 15 июля 1986, Ереван, Армянская ССР, СССР) — армянский актёр, комик, шоумен, продюсер и сценарист.
Номинант на премию Американской Гильдии киноактёров США (2025) за роль Гарника в оскароносном фильме «Анора».

## Биография
Ваче Товмасян родился 15 июля 1986 года в Ереване. В 2003 году он окончил ереванскую среднюю школу № 162 имени Сиаманто, после чего поступил на факультет информатики Ереванского государственного экономического университета, который завершил в 2008 году.
Свою творческую карьеру Товмасян начал в 2004 году в качестве редактора в студенческой лиге КВН, организованной Национальной студенческой ассоциацией Армении. В 2006 году он стал участником комедийного клуба «32 зуба» (арм. 32 ատամ), где начал выступать в качестве сценариста и актёра. В 2007 году работал на Общественной телекомпании Армении сценаристом дневников проекта «2 звезды» (арм. 2 աստղ),. В 2009—2010 годах сотрудничал с телекомпанией Армения ТВ как актёр и сценарист проекта «3 стены» (арм. «3 պատ») и творческий руководитель сериала «Наш Двор» (арм. Մեր Բակը).
В 2010 году Товмасян вместе с коллегами создал телевизионное стендап-шоу «Витамин Клуб» (арм. Վիտամին ակումբ), которое транслировалось на телеканале Шант до 2015 года. В этом проекте он выступал в качестве актёра и сценариста, а также был ведущим программы «Доброе утро» (арм. Բարի լույս) и творческим руководителем детско-юношеской программы «Беспорядок» (арм. Շիլաշփոթ).
Товмасян также известен своей актёрской деятельностью. В 2009 году он снялся в ситкоме «В армии» (арм. Բանակում), а в 2012 году исполнил роль в фильме «Невероятные приключения американца в Армении». В 2015—2017 годах был одним из ведущих актёров и продюсером комедийного проекта «Каменное горе» (арм. Քարե Դարդ), который выходил на телеканале АТВ. В 2017—2018 годах Товмасян принял участие в проекте «Золотая школа» (арм. Ոսկե Դպրոց), где также выступил в качестве актёра и продюсера.
В 2019—2020 годах он появился в качестве ведущего музыкального проекта «Пой, если сможешь» (арм. Երգիր թե կարող ես) и исполнил роль актёра и продюсера в комедийном проекте «Кукуруз» (арм. Կուկուռուզ).

## Успех «Аноры»

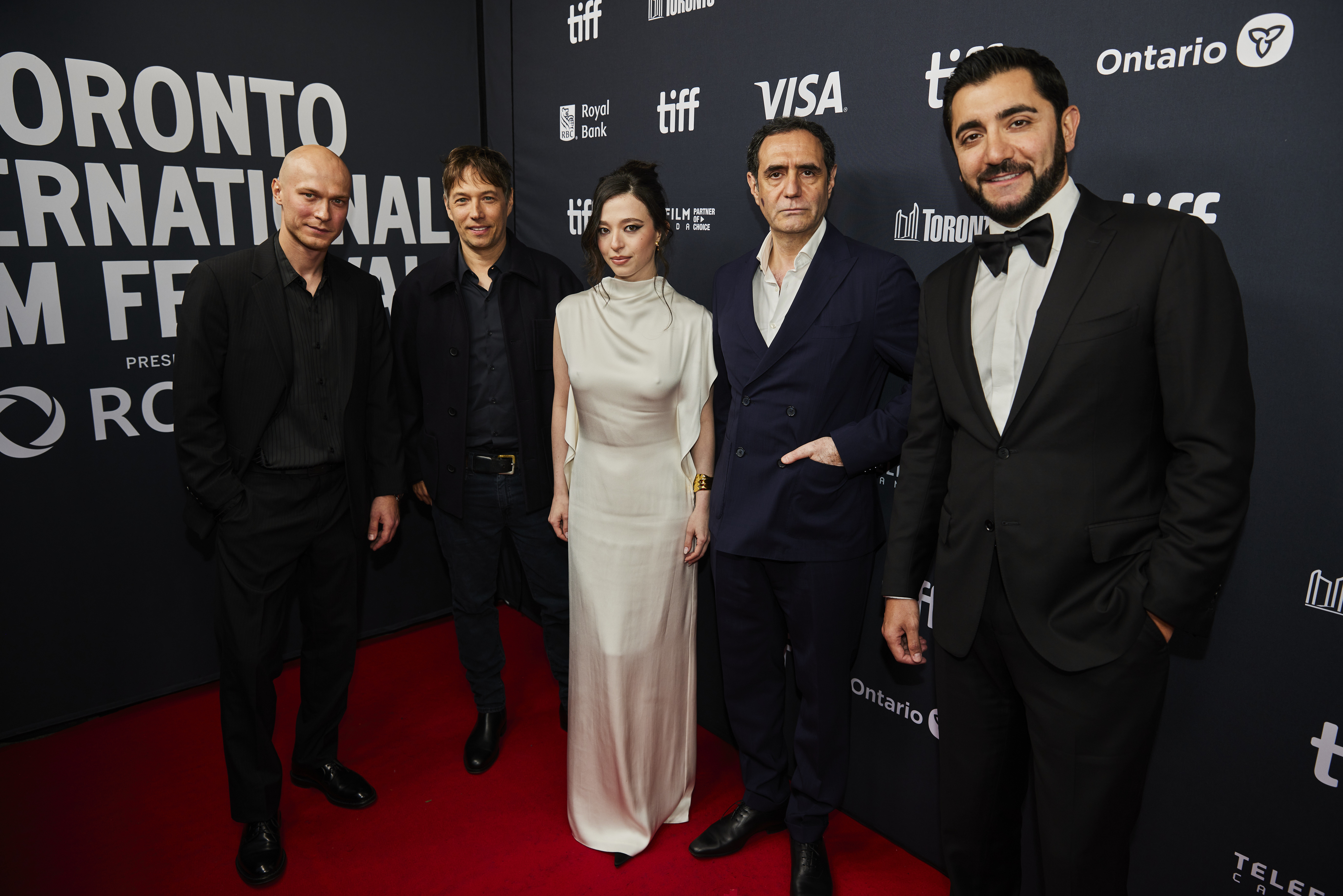
Юра Борисов, Шон Бейкер, Майки Мэдисон, Карен Карагулян и Ваче Товмасян на Кинофестивале в Торонто 2024

Известность Ваче Товмасян получил благодаря своей роли в фильме «Анора», комедийно-драматической ленте режиссёра Шона Бейкера, премьера которой состоялась 21 мая 2024 года на Каннском кинофестивале. В фильме также сыграли Майки Мэдисон, Марк Эйдельштейн, Юра Борисов, Алексей Серебряков, Дарья Екамасова и Карен Карагулян. Фильм получил «Золотую пальмовую ветвь».
Национальный совет кинокритиков США и Американский институт киноискусства включили «Анору» в свои списки 10 лучших фильмов 2024 года. Фильм получил мировое признание и множество престижных наград, в том числе пять статуэток на 97-й церемонии «Оскар» и пяти номинаций — на «Золотой глобус».
В январе 2025 года Американской Гильдией киноактёров Ваче Товмасян был номинирован на премию в категории «Лучший актёрский состав» вместе со своими коллегами по картине — Майки Мэдисон, Марком Эйдельштейном, Юрой Борисовым, Кареном Карагуляном и Алексеем Серебряковым.
2 марта 2025 года Ваче Товмасян вместе со своими коллегами по картине принял участие в 97-й церемонии кинопремии «Оскар», которая прошла в Лос-Анджелесе: театр «Долби», Голливуд, США.

## Фильмография
| Год  | Заголовок                                    | Роль   |
| ---- | -------------------------------------------- | ------ |
| 2012 | Невероятные приключения американца в Армении | Блдо   |
| 2024 | Анора                                        | Гарник |

| Год       | Заголовок         | Роль               |
| --------- | ----------------- | ------------------ |
| 2009      | В армии           | Тигран Саакян      |
| 2009-2010 | 3 стены           | Ведущий, актёр     |
| 2006-2010 | 32 зуба           | Ведущий, актёр     |
| 2010      | Доброе утро       | Ведущий            |
| 2006-2010 | Витамин Клуб      | Ведущий, актёр     |
| 2015-2017 | Каменное горе     | Мосо               |
| 2017-2018 | Золотая школа     | Роберт             |
| 2019      | Кукуруз           | Играет самого себя |
| 2019-2020 | Пой, если сможешь | Ведущий            |

## Награды и номинации
| Год  | Награда                                     | Категория               | Работа  | Результат |
| ---- | ------------------------------------------- | ----------------------- | ------- | --------- |
| 2025 | International Online Cinema Awards (INOCA)  | Best Ensemble Cast      | «Анора» | Победа    |
| 2025 | Премия Гильдии киноактёров США (SAG Awards) | Лучший актёрский состав | «Анора» | Номинация |
| 2025 | Gold Derby Awards                           | Ensemble Cast           | «Анора» | Номинация |
| 2025 | North Dakota Film Society                   | Best Ensemble           | «Анора» | Победа    |